# Найя
Найя́ (фр. Naillat, окс. Nalhac) — коммуна во Франции, находится в регионе Лимузен. Департамент коммуны — Крёз. Входит в состав кантона Дён-ле-Палестель. Округ коммуны — Гере.
Код INSEE коммуны — 23141.

## Население
Население коммуны на 2010 год составляло 670 человек.
| 1962  | 1968  | 1975 | 1982 | 1990 | 1999 | 2010 |
| ----- | ----- | ---- | ---- | ---- | ---- | ---- |
| 1 225 | 1 084 | 955  | 809  | 721  | 642  | 670  |

## Экономика
В 2010 году среди 381 человека трудоспособного возраста (15—64 лет) 279 были экономически активными, 102 — неактивными (показатель активности — 73,2 %, в 1999 году было 67,0 %). Из 279 активных жителей работали 245 человек (130 мужчин и 115 женщин), безработных было 34 (19 мужчин и 15 женщин). Среди 102 неактивных 25 человек были учениками или студентами, 52 — пенсионерами, 25 были неактивными по другим причинам.